# Sparrfelt
Sparrfelt är en utslocknad svensk adelsätt. Johan Nilsson var son till prästen Nicolaus Olai och växte upp i Sparrsätra socken,  nuvarande Enköpings kommun. Han var verksam inom krigsmaktens ekonomiska förvaltning och fick titeln krigsråd. Han adlades 1648 med namnet Sparrfelt och introducerades året efter på Riddarhuset med nummer 435.
Ätten utgick 1730 med sonen Anders Sparrfelt, som slutade som generalmajor och landshövding, men vars ende son hade dött före honom.

## Släkt
En äldre broder till Johan Nilsson, adlad Sparrfelt, läkaren Andreas Sparman adlades 1647 med namnet Palmkron (nummer 371). Hans ätt utgick med hans barn.
En brorson, kaptenen, senare majoren Anders Sparrman  adlades 1678 med namnet Sparfelt (nummer 927) men dog utan avkomma. 

## Personer med namnet
- Anders Sparrfelt (1645–1730), generalmajor och landshövding
- Johan Sparrfelt (1611–1674), krigsråd, adlad